# 日本デザイン振興会
公益財団法人日本デザイン振興会（にほんデザインしんこうかい、英語: Japan Institute of Design Promotion、略称: JDP）は、「デザインの向上を図ることによって、産業活動のさらなる推進と生活の文化的向上および社会全般の健全な発展に寄与すること」を目的として設立された公益財団法人。

## 事業の概要
- グッドデザイン賞に関する応募、審査、受賞対象の発表、表彰に係る事業[2]。
- デザインに係る人材の育成に関する事業[2]。
- 優秀なデザインを展示・提案することにより、生活者に豊かさと潤いを与える事業[2]。

## 沿革
- 1969年（昭和44年）、「財団法人日本産業デザイン振興会」として設立[1][注 1]。
- 1971年（昭和46年）、国際インダストリアルデザイン団体協議会 (ICSID) に加盟[4]。
- 1974年（昭和49年）、通商産業省から「グッドデザイン商品選定制度」の業務委託を受ける[4]。
- 1998年（平成10年）、「グッドデザイン商品選定制度」が民営化され「グッドデザイン賞」として継承[4]。
- 2011年（平成23年）6月1日、公益法人制度改革に伴い「公益財団法人日本デザイン振興会」に移行[2]。永井一正が会長に就任。
- 2013年（平成25年）4月1日、川上元美が会長に就任。